# Kołchoznoje (obwód sachaliński)
Kołchoznoje (ros. Колхозное) – wieś w Rosji, w obwodzie sachalińskim, w rejonie niewielskim. W 2010 liczyła 371 mieszkańców.